# 丸一仙翁社中
丸一仙翁社中（まるいちせんおうしゃちゅう）は、太神楽曲芸の一派（一門）、団体の名。

## 代々家元
- 初代 - 三田寺町仙翁寺にある墓石によると初代は俗称を近太夫と言って1597年（慶長2年）7月11日に没したという。戒名は鏡月院貞理社士。
- 2代目
- 3代目
- 4代目
- 5代目
- 6代目
- 7代目
- 8代目
- 9代目 - 鏡味権之進
- 10代目 - 鏡味仙太郎（1859年（安政6年）5月[注 1] -  1929年（昭和4年）10月3日）九代目丸一太神楽家元鏡味権之進の実子で明治20年代頃から十代目家元となる。柳派の寄席に進出。明治期に三度洋行をする。太神楽の芸がヨーロッパでも充分通用することに自信を深め、火炎撥など数種の芸を考案して帰国し、太神楽の近代化に大きな役割を果たした。実子が十一代目家元。本名同じ。
- 11代目 - 初代鏡味小仙（1896年（明治29年）5月20日 -  1947年（昭和22年）5月14日）十代目家元の実子。1907年に十代目に弟子入りし初代小仙を名乗る。祝い唄のSPレコードが多く残っている。本名は鏡味六三。
- 12代目 -  二代目鏡味小仙
- 13代目 - 三代目鏡味小仙（現在の丸一仙翁、1940年（昭和15年）10月25日 - ）1948年に十二代目家元の芸養子として二代目仙壽郎を名乗る。1993年に三代目小仙を襲名し十三代目家元になる。2005年6月に丸一仙翁を襲名。かつては落語協会に所属していた。